# Drsnotělcovití
Drsnotělcovití (Echinorhinidae) je malá čeleď žraloků s jediným rodem Echinorhinus. Tato čeleď má pouze dva následující zástupce:
- Echinorhinus brucus – žralok trnitý
- Echinorhinus cookei – žralok Cookeův

Tradičně jsou drsnotělcovití řazeni k ostrounům (Squaliformes). Moderní výzkumy nicméně poukazují na unikátnost skupiny a zařazují jí spíše coby sesterskou skupinu k pilonosům (Pristiophoriformes) a polorejnokům (Squatiniformes). V takovém případě by se jednalo spíše o řád Echinorhiniformes, který uznávají i moderní taxonomické zdroje jako Neslon (2016), Ebert et al. (2021) nebo WoRMS.

## Charakteristika
Tito žraloci mají dvě malé hřbetní ploutve bez trnů. Prsní ploutve jsou větší než druhá hřbetní ploutev. Zuby jsou v horní i spodní čelisti stejné. Poslední z pěti žaberních štěrbin je výrazně větší než první čtyři. Dorůstají do délky 2 metrů. Vyskytují se v Atlantském, Tichém a západní části Indického oceánu. Nejstarší fosilií druhy pochází již z období křídy. Stanoviště drsnotělcových tvoří měkká dna moří mírného a tropického pásu.